# 结城聪
结城聪（日语：結城聡，1972年2月11日—），日本关西棋院职业围棋棋手。兵库县人，师从佐藤直男九段。1984年3月入段，1997年4月升为九段。2017年6月8日成为日本史上第7位、关西棋院第一位1200胜棋手(506败2和棋)。45岁零3个月达成1200胜，史上第1位（赵治勋以48岁零7个月排第2）。入段后33年零3个月达成1200胜，史上第1位（赵治勋以36年零9个月排第2）。1200胜506败2和棋，胜率70%，史上第1位（小林光一以60.6%排第2）。共8次获得关西棋院最优秀棋士奖。

## 主要战绩
- 1993年获第18期新人王战冠军。
- 1997年、2002年和2005年碁聖戰挑战者
- 2003年获鹤圣战冠军
- 2003年在第2届CSK杯上表现出色，连胜黄祥任、宋泰坤和丁伟，保持不败，为日本队夺得冠军立下了汗马功劳。2004年在第3届CSK杯胜丁伟和王铭琬，仅负于李昌镐。2005年第4届CSK杯三战（胡耀宇和金成龙和林海峰）全胜。
- 2005年棋圣战挑战者
- 2013年十段戰決賽3:2勝井山裕太，挑戰成功。

## 著作
- 『戦いに強くなる方法 (真・囲碁講座シリーズ2)』 Mynavi株式会社（日语：毎日コミュニケーションズ） 2004年
- 『結城聡名局細解 』 誠文堂新光社 2005年